# Treffléan

Treffléan este o comună în departamentul Morbihan, Franța. În 1 ianuarie 2022 avea o populație de 2.531 de locuitori.